# Abbenans
Abbenans – miejscowość i gmina we Francji, w regionie Burgundia-Franche-Comté, w departamencie Doubs.
Według danych na rok 1990 gminę zamieszkiwały 353 osoby, a gęstość zaludnienia wynosiła 32 osób/km² (wśród 1786 gmin Franche-Comté Abbenans plasowała się wtedy na 412. miejscu pod względem liczby ludności, natomiast pod względem powierzchni na miejscu 380.). Jej burmistrzem jest od 2008 r. Marcel Parisot.